# Distriktsrabbinat Burgebrach
Das Distriktsrabbinat Burgebrach entstand zum 14. Dezember 1826 in Burgebrach, einer Gemeinde im Landkreis Bamberg im nördlichen Bayern.
Zuvor war seit 1825 das Distriktsrabbinat in Bischberg, denn dort gab es, wie das bayerische Judenedikt von 1813 es vorschrieb, eine Polizeibehörde. Ab 1829 betreute das Distriktsrabbinat Burgebrach das Distriktsrabbinat Adelsdorf mit. 1907 wurden diese beiden Distriktsrabbinate dem Distriktsrabbinat Bamberg eingegliedert. 

## Aufgaben
Die Aufgaben umfassten Beratungen über Schulangelegenheiten, die Verwaltung von Stiftungen und die Verteilung von Almosen. Zur Finanzierung der Distriktsrabbinate wurden Umlagen von den einzelnen jüdischen Gemeinden bezahlt.

## Gemeinden des Distriktsrabbinats
Da ab 1829 das Rabbinat Adelsdorf vom Rabbinat Burgebrach mitbetreut wurde, entstehen in der Literatur Verwirrungen über die Zugehörigkeit der Gemeinden zu den Distriktsrabbinaten:
- Jüdische Gemeinde Acholshausen (ab 1906 beim Distriktsrabbinat Kitzingen)
- Jüdische Gemeinde Aschbach (ab 1906 beim Distriktsrabbinat Kitzingen)
- Jüdische Gemeinde Bischberg
- Jüdische Gemeinde Burgebrach
- Jüdische Gemeinde Grasmannsdorf
- Jüdische Gemeinde Frensdorf (seit 1829)
- Jüdische Gemeinde Lisberg
- Jüdische Gemeinde Reichmannsdorf
- Jüdische Gemeinde Sassanfahrt
- Jüdische Gemeinde Trabelsdorf
- Jüdische Gemeinde Trunstadt
- Jüdische Gemeinde Viereth
- Jüdische Gemeinde Walsdorf

## Distriktsrabbiner
- 1827 bis 1859: Bär Levi Kunreuther
- 1860 bis 1905: Hartwig Werner (gest. 1905)